# Dănești (Vaslui)
Dănești es una comuna ubicada en el distrito de Vaslui, Rumania.

## Superficie
Posee una superficie de 57,93 kilómetros cuadrados.

## Demografía
Hasta 2021 la población era de 1723 habitantes, con una densidad de población de 29,74 habitantes por kilómetro cuadrado.